# Mesudus setosus
Mesudus setosus là một loài nhện trong họ Desidae.
Loài này thuộc chi Mesudus. Mesudus setosus được miêu tả năm 1970 bởi Raymond Robert Forster.